# Soddì
Soddì (sardinsky: Soddìe) je italská obec (comune) v provincii Oristano v regionu Sardinie. Nachází se ve výšce 250 metrů nad mořem a má 123 obyvatel. Rozloha obce je 5,24 km².